# Liste der Biografien/Mayl
Liste der Biografien |
Portal Biografien |
Personensuche
# |
A |
B |
C |
D |
E |
F |
G |
H |
I |
J |
K |
L |
M |
N |
O |
P |
Q |
R |
S |
T |
U |
V |
W |
X |
Y |
Z |
?
 
Ma |
Mb |
Mc |
Md |
Me |
Mf |
Mg |
Mh |
Mi |
Mj |
Mk |
Ml |
Mm |
Mn |
Mo |
Mp |
Mq |
Mr |
Ms |
Mt |
Mu |
Mv |
Mw |
Mx |
My |
Mz
 
Maa |
Mab |
Mac |
Mad |
Mae |
Maf |
Mag |
Mah |
Mai |
Maj |
Mak |
Mal |
Mam |
Man |
Mao |
Map |
Maq |
Mar |
Mas |
Mat |
Mau |
Mav |
Maw |
Max |
May |
Maz
 
Maya |
Mayb |
Mayc |
Mayd |
Maye |
Mayf |
Mayh |
Mayi |
Mayk |
Mayl |
Maym |
Mayn |
Mayo |
Mayr |
Mays |
Mayt |
Mayu |
Mayv |
Mayw
Die Liste der Biografien führt alle Personen auf, die in der deutschsprachigen Wikipedia einen Artikel haben. Dieses ist eine Teilliste mit 12 Einträgen von Personen, deren Namen mit den Buchstaben „Mayl“ beginnt.

## Mayl

### Mayla
- Mayla, Maximilian (1730–1799), österreichischer Zisterzienser und Abt
- Maylam, Tony (* 1943), britischer Filmregisseur und Drehbuchautor
- Mayland, Lizzie (* 1999), britische Musikerin, Gitarristin und Sängerin
- Mayland, Maria (* 1988), deutsche Filmemacherin und Künstlerin
- Mayländer, Abraham Moses († 1838), deutscher Rabbiner
- Mayländer, Bernd (* 1971), deutscher AutomobilrennfahrerBernd Mayländer (* 1971)

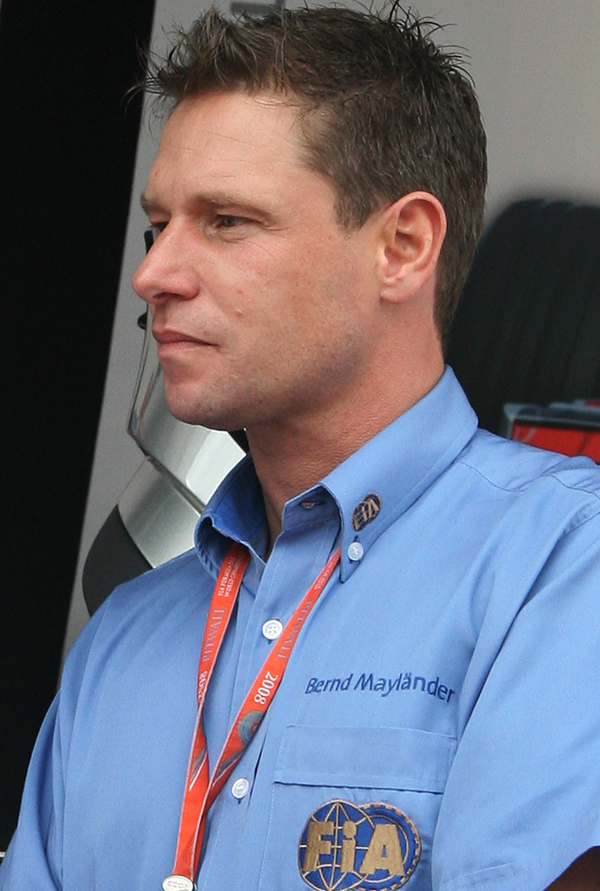
Bernd Mayländer (* 1971)

- Mayländer, Dominik (* 1995), deutscher Skispringer
- Mayländer, Jan (* 1992), deutscher Skispringer und -trainer

### Mayle
- Mayle, Ludwig (1794–1874), deutscher Maler
- Mayle, Peter (1939–2018), britischer Schriftsteller
- Maylene, Michelle (* 1987), US-amerikanische Schauspielerin, Model und ehemalige Pornodarstellerin
- Mayles, Gregg (* 1971), englischer Videospielentwickler und Creative Director